# Skivarps församling
Skivarps församling är en församling i Skytts och Vemmenhögs kontrakt i Lunds stift. Församlingen ligger i Skurups kommun i Skåne län och utgör ett eget pastorat.

## Administrativ historik
Församlingen har medeltida ursprung. 
Församlingen var till 1962 i pastorat med Västra Nöbbelövs församling, före 1 maj 1932 som annexförsamling, därefter som moderförsamling. Från 1962 till 2002 moderförsamling i pastoratet Skivarp, Västra Nöbbelöv, Östra Vemmenhög, Västra Vemmenhög och Svenstorp. Församlingen införlivade 2002 Västra Nöbbelövs församling, Östra Vemmenhögs församling, Västra Vemmenhögs församling, Svenstorps församling och utgör sedan dess ett eget pastorat.

## Kyrkor
- Skivarps kyrka (Sankt Laurentius kyrka)
- Svenstorps kyrka
- Västra Nöbbelövs kyrka
- Västra Vemmenhögs kyrka
- Östra Vemmenhögs kyrka